# 노화초등학교 노록분교
노화초등학교 노록분교는 전라남도 완도군 노화읍 노록도길 72(등산리)에 있었던 초등학교 분교이다.

## 연혁
- 1959년 4월 1일 노화국민학교 노록분교 설립 인가
- 1960년 3월 14일 노록분교장 개교
- 1967년 4월 1일 도서벽지학교 '을'급 지정
- 1986년 1월 1일 도서벽지학교 '다'급 조정
- 1996년 3월 1일 노화초등학교 노록분교 개편
- 1996년 3월 1일 폐교 및 노화초등학교 통폐합